# Идж
Идж (перс. ایج‎) — небольшой город на юге Ирана, в провинции Фарс. Входит в состав шахрестана  Эстехбан. По данным переписи, на 2006 год население составляло 6 233 человека.

## География
Город находится в восточной части Фарса, в горной местности юго-восточного Загроса, на высоте 1504 метров над уровнем моря.
Идж расположен на расстоянии приблизительно 170 километров к востоку-юго-востоку (ESE) от Шираза, административного центра провинции и на расстоянии 780 километров к юго-юго-востоку (SSE) от Тегерана, столицы страны.

## История
В городе Идж родился известный мусульманский философ, представитель позднего калама — Адудуддин аль-Иджи. В 1355 году по неясным причинам был он был заточён в тюрьму, в цитадели близ Иджа и там же умер.